# G4 EA H1N1
G4 EA H1N1 es un virus de influenza descubierto por primera vez en China, con evidencia de infección reciente en personas que trabajan en mataderos y en la industria porcina. Está relacionado con el virus H1N1/09, responsable de la pandemia de gripe porcina de 2009, siendo un reagrupamiento de un virus aviar y dos cepas de H1N1. Afecta principalmente a los cerdos, pero se han identificado 500 casos en humanos, del país de China y Estados Unidos.
Michael Ryan, director ejecutivo del Programa de Emergencias Sanitarias de la Organización Mundial de la Salud (OMS), declaró en julio de 2020 que esta cepa del virus de la influenza no era nueva y había estado bajo vigilancia desde 2011. Se monitorearon casi 30,000 cerdos a través de hisopos nasales entre 2011 y 2018. Mientras que otras variantes del virus han aparecido y disminuido, la variante G4 ha aumentado considerablemente desde 2016 para convertirse en la cepa predominante.
Entre 2016 y 2018, un programa de vigilancia de suero examinó a 338 trabajadores de producción porcina en China para la exposición (presencia de anticuerpos) a G4 EA H1N1 y encontró 35 (10.4%) positivos. Entre otras 230 personas examinadas que no trabajaban en la industria porcina, 10 (4,4%) tenían suero positivo para anticuerpos que indicaban exposición. Se han documentado dos casos de infección causados por la variante G4 a partir de julio de 2020, sin casos confirmados de transmisión de persona a persona.
En 2016, la OMS recomendó que China produzca "cepas de semillas" para almacenar en caso de que alguna vez sea necesaria una vacuna.
En junio de 2020, no es fácilmente transmisible entre humanos, pero tiene "potencial pandémico". Las vacunas actuales contra la gripe no parecen proteger contra ella, aunque podrían adaptarse para hacerlo si fuera necesario.
Hasta julio de 2020, China no había anunciado ningún plan para "cortar este virus de raíz", según Bloomberg News.